# روانکار
موادی که برای کاهش میزان اصطکاک بین سطوح متحرک و ثابت  مانند انواع روغن، گریس استفاده می‌شود. در یک تعریف ساده، روانکاری، روشی است برای جلوگیری از اصطکاک و سایش سطوح متحرکی که روی یکدیگر قرار می‌گیرند. روغن موتور و روغن صنعتی و گریس نوعی روانکار یا روانکننده محسوب می شوند .

## خاصیت روانکارها
روغن های روانساز به طور عمده دارای منشاء نفتی می باشند و عمده ترین روانکار مورد استفاده در صنایع هستند. ویژگی های مورد انتظار از روغن های مناسب برای روانکاری به شرح ذیر هستند:
1. دارای گرانروی مناسب و ضریب اصطکاک بسیار کم باشند.
2. در مقابل حرارت مقاوم باشند و اکسیده نشوند.
3. خاصیت پاک کنندگی مناسب داشته باشند و پس از کار مداوم، تحت تاثیر زیاد تشکیل مواد لجنی و رسوبات در لابه لای قطعات ندهند.
4. دارای شاخص گرانروی بالا باشند.
5. با ایجاد لایه نازکی از روغن بر روی سطوح متحرکی که با یکدیگر در تماس هستند، از ساییدگی و فرسودگی آن ها جلوگیری نمایند.
6. در حین عملیات ایجاد کف ننمایند.
7. زنگ زدگی و خوردگی بر روی قطعات فلزی ایجاد نکنند.
8. با قطعات لاستیکی و پلاستیکی سازگاری داشته باشند.